# وينكل (تشيشير)
وينكل (بالإنجليزية: Wincle)‏ هي قرية وأبرشية مدنية تقع في المملكة المتحدة في تشيشير. يقدر عدد سكانها بـ 147 نسمة .